# Bryophyllum marnierianum
Bryophyllum marnierianum là một loài thực vật có hoa trong họ Crassulaceae. Loài này được (H.Jacobsen) Govaerts miêu tả khoa học đầu tiên năm 1996.